# David Bueso
David Bueso Guerrero (Tegucigalpa; 5 de mayo de 1955) es un exfutbolista hondureño que jugaba como centrocampista.

## Trayectoria
Jugó en el CD Motagua en 1978, 1979 y nuevamente en 1981 a 1983, con el que marcó 8 goles.
Ganó el título de la Liga Nacional en su primera temporada de 1978-79. La siguiente campaña estuvo con el Pumas UNAH, donde consiguió el subcampeonato de liga 1979-80 y por ende, participó en la Copa de Campeones de la Concacaf 1980.
En el torneo continental, marcó un par de goles y también consiguió el subtítulo, que irónicamente se lo llevaría el Pumas UNAM. Retornó a la UNAH en la liga de 1984-85, quedando en séptimo lugar.

## Selección nacional
Ha representado a su país en 3 partidos de clasificación para la Copa Mundial de España 1982, anotando 2 goles. Calificó al Mundial más sin embargo, no jugó ningún juego.

### Participaciones en Copas del Mundo
| Mundial                        | Sede   | Resultado    |
| ------------------------------ | ------ | ------------ |
| Copa Mundial de Fútbol de 1982 | España | Primera fase |

## Clubes
| Club            | País     | Año       |
| --------------- | -------- | --------- |
| C.D. Motagua    | Honduras | 1978-1979 |
| Club Pumas UNAH | Honduras | 1979-1981 |
| C.D. Motagua    | Honduras | 1981-1983 |
| Club Pumas UNAH | Honduras | 1984-1985 |

## Palmarés

### Títulos nacionales
| Título        | Equipo  | País     | Año     |
| ------------- | ------- | -------- | ------- |
| Liga Nacional | Motagua | Honduras | 1978-79 |

### Títulos internacionales
| Título                                | Equipo   | Sede     | Año  |
| ------------------------------------- | -------- | -------- | ---- |
| Campeonato de Naciones de la Concacaf | Honduras | Honduras | 1981 |